# São Domingos do Norte
São Domingos do Norte este un oraș în statul Espírito Santo (ES) din Brazilia.